# DirecTV
DirecTV是自美國加利福尼亞州埃尔塞贡多市開始推行的直播衛星（Direct Broadcast Satellite；DBS）服務，此服務發送數位衛星電視及音效到美國居家。DirecTV現為AT&T和TPG資本所擁有。

## 一般資訊

DirecTV的舊商標

DirecTV在AT&T時期的舊商標

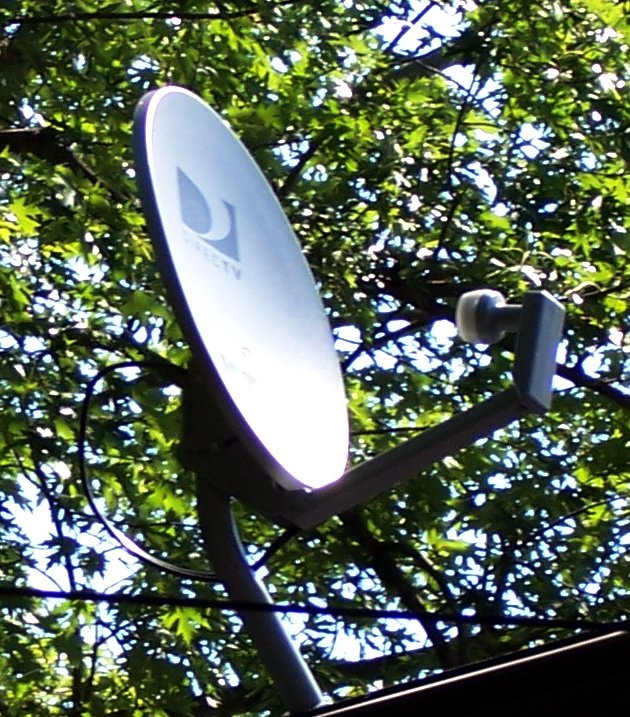
位在屋頂上的DirecTV 1 LNB 衛星碟型天線

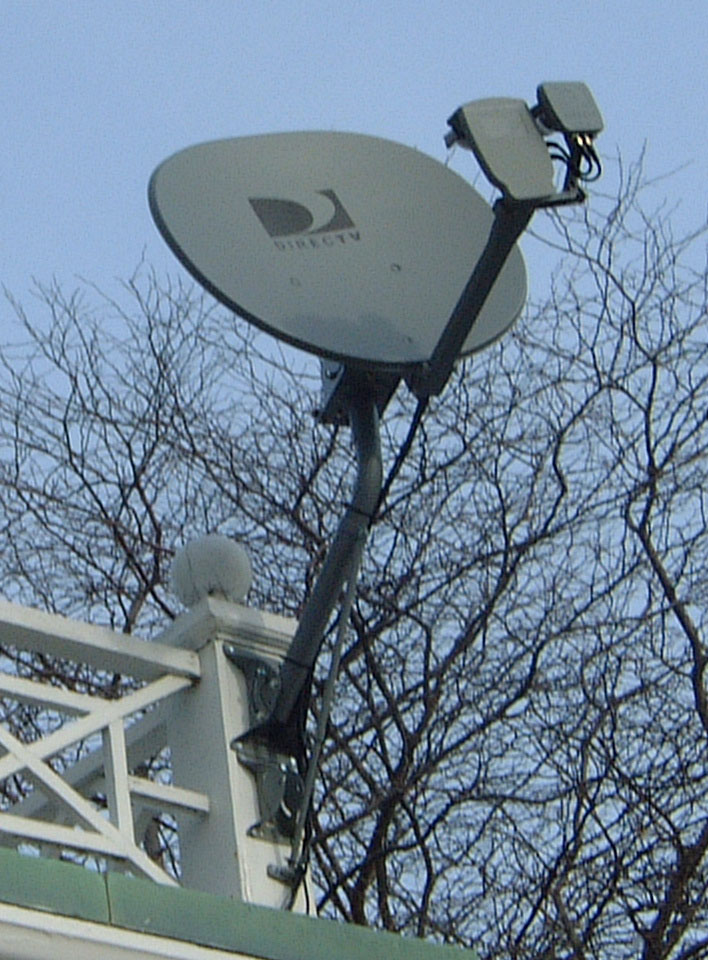
DirecTV 5 LNB 衛星碟型天線

DirecTV典型而言是用一個固定連接、直徑18英吋的碟型天線來接收衛星信號。另有一種稍大的橢圓形天線（18x24英吋，可同時接收來自三個同步衛星的信號）則更普遍（能接收其他的直播衛星服務），如此可盡量在仍在成長中的服務系統中擠入更多的可計畫性—特別是當地電視網路會員站的HDTV計畫。DTV（數位電視）現在安裝一個碟型天線並具有5個LNB（Low-Noise Block converter，低雜訊降頻器，可接收來自5個衛星的信號），好在不同的選擇市場推行HDTV計畫。
DirecTV提供美國居民達93%的在地頻道節目服務，包括阿拉斯加與夏威夷，在地頻道的內容透過光纖網路傳送到Castle Rock Broadcast Center（廣播中心），之後到科羅拉多州的Castle Rock，由該處進行訊號上行。
2005年11月30日，DirecTV在美國已有1,500萬個用戶，在拉丁美洲也有157萬，2005年的收益達31.5億美元。
經濟學人（Economist）週刊曾指出：News Corporation應與英國的衛星服務營運業者：Sky廣播（British Sky Broadcasting，簡稱：BSkyB）合併，並想辦法與其所屬的衛視（Star，位在亞洲）及Foxtel networks（位在澳洲）共同構成一個全球性的衛星電視公司。

## 歷史
- DirecTV由通用汽車（General Motors，GM）旗下的休斯電子（Hughes Electronics）所開始，此是世界上第一個高功率的直播衛星服務。同時迪吉多（Digital Equipment Corporation，DEC）公司針對客戶服務的技術支援中心，也自科羅拉多州的科羅拉多泉（Colorado Springs）搬離。

- 1997年12月1日，日本DirecTV開播，由DirecTV日本子公司「株式會社DirecTV」營運，透過宇宙通信擁有的超鳥C（SUPERBIRD C）通訊衛星傳輸節目訊號。

- 1998年，DirecTV以13億美元收併其商業合作夥伴美國衛星廣播（United States Satellite Broadcasting，簡稱USSB）。1999年，DirecTV以18.3億美元收併PrimeStar。2003年，DirecTV與EchoStar合併，EchoStar的原擁有者Dish Network同意將EchoStar釋出。

- 2000年3月，休斯電子決定DirecTV退出日本衛星電視業界。

- 2000年9月30日，株式會社DirecTV結束營業，DirecTV退出日本衛星電視業界。

- 2000年10月2日，株式會社DirecTV清算、解散。

- 2003年12月22日，通用汽車將其對休斯電子的控股出售給新聞集團。

- 2005年11月15日，DirecTV停止發送單一的選播性音樂頻道，取而代之的是72個XM（衛星收聽）頻道。

- 2014年5月18日，AT&T宣布將以485億美元併購DirecTV[3]。

## 市場採行進度

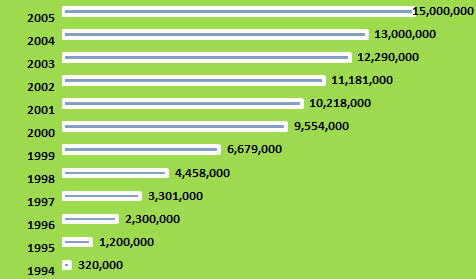
每年DirecTV的收視戶數

## 管理層
- Rupert Murdoch，Chairman 董事長
- Chase Carey[永久]，President and Chief Executive Officer 總裁兼執行長
- Bruce B. Churchill[永久]，Executive Vice President 執行副總裁
- Larry D. Hunter[永久]，Executive Vice President, General Counsel and Secretary 執行副總裁、法律總顧問及秘書
- Michael W. Palkovic[永久]，Executive Vice President and Chief Financial Officer 執行副總裁兼財務長
- Romulo G. Pontua[永久]，Executive Vice President and Chief Technology Officer 執行副總裁及技術長
- Patrick T. Doyle[永久]，Senior Vice President, Treasurer, Controller and Chief Accounting Officer 資深副總裁、財務長、主計長、會計長
- Mark Ryan，senior director, Marketing 資深總裁（市場行銷）